# Robin Morgan
Pour les articles homonymes, voir Morgan.
Robin Morgan, née le 29 janvier 1941 à Lake Worth en Floride, est journaliste, lectrice, théoricienne du féminisme et ancien enfant star. Elle est également autrice et poétesse.

## Biographie
Depuis le début des années 1960, elle est une figure influente du féminisme radical et l'une des théoriciennes les plus écoutées du féminisme international. Son anthologie Sisterhood Is Powerful, publiée en 1970, aurait contribué à la naissance de mouvements féministes aux États-Unis. Son ouvrage regroupe des écrits féministes « classiques » d'auteures engagées, tels que Mary Daly, Kate Millett et Jo Freeman, mais aussi des extraits de documents féministes comme le SCUM Manifesto. Ce recueil s'attarde aussi sur des sujets divers et variés comme l'orgasme féminin, les difficultés d'être et femme et noire ou encore sur la nature de la prostitution. L'ouvrage de Robin Morgan est d'ailleurs cité par la New York Public Library comme l'« un des 100 livres les plus influents du XXe siècle », en même temps que les œuvres de Keynes, Durkheim, ou Simone de Beauvoir. Avec cette dernière, elle fonde le Sisterhood Is Global Institute (en), un think tank spécifiquement féministe.
Pendant les années 1960, elle participe au mouvement des droits civiques et aux manifestations contre la guerre du Vietnam. Elle a aussi fondé, ou participé, à la fondation de nombreuses institutions et groupes féministes : parmi d'autres le National Battered Women's Refuge Network, le National Network of Rape Crisis Centers ou le National Museum of Women in the Arts.
En 2006, elle publie The Burning Time, évoquant l'histoire d'Alice Kyteler.

## Principales publications

### Poésie
- 1972 : Monster (Vintage Books,  (ISBN 978-0-394-48226-2))
- 1976 : Lady of the Beasts: Poems (Random House,  (ISBN 978-0-394-40758-6))
- 1981 : Death Benefits: A Chapbook (Copper Canyon Press, Limited Edition of 200 copies)
- 1982 : Depth Perception: New Poems and a Masque (Doubleday,  (ISBN 978-0-385-17794-8))
- 1990 : Upstairs in the Garden: Poems Selected and New (W. W. Norton,  (ISBN 0-393-30760-3))
- 1999 : A Hot January: Poems 1996-1999 (W. W. Norton,  (ISBN 978-0-393-32106-7))

### Essais et autobiographies
- 1977 : Going Too Far: The Personal Chronicle of a Feminist, (Random House,  (ISBN 0-394-72612-X))
- 1982 : The Anatomy of Freedom  (W.W. Norton,  (ISBN 978-0-393-31161-7))
- 1989 : The Demon Lover: On the Sexuality of Terrorism (W. W. Norton,  (ISBN 0-7434-5293-3))
  - 2011 : The Demon Lover: The Roots of Terrorism (Édition mise à jour, Simon & Schuster, Inc.)
- 1992 : The Word of a Woman (W.W. Norton,  (ISBN 978-0-393-03427-1))
- 1995 : A Woman's Creed (pamphlet), The Sisterhood Is Global Institute

- 2001 : Saturday's Child: A Memoir (W. W. Norton,  (ISBN 0-393-05015-7))
- 2006 :  Fighting Words: A Toolkit for Combating the Religious Right (Nation Books,  (ISBN 1-56025-948-5))

### Fictions
- 1987 : Dry Your Smile (Doubleday and Company,  (ISBN 978-0-7043-4112-8))
- 1991 : The Mer-Child: A New Legend for Children and Other Adults  (The Feminist Press,  (ISBN 978-1-55861-054-5))
- 2006 :  The Burning Time (Melville House Publishing,  (ISBN 1-933633-00-X))

### Anthologies
- 1969 : The New Woman (Poetry Editor) (Bobbs-Merrill Company)
- 1970 : Sisterhood Is Powerful: An Anthology of Writings from the Women's Liberation Movement (Random House,  (ISBN 0-394-70539-4))
- 1984 : Sisterhood Is Global: The International Women's Movement Anthology (Doubleday/Anchor Books)
- 2003 : Sisterhood Is Forever: The Women's Anthology for a New Millennium (Washington Square Press,  (ISBN 0-7434-6627-6))

## Autres
En 2005, avec Jane Fonda et Gloria Steinem, elle co-fonde le Women's Media Center, une organisation qui vise à « rendre les femmes visibles et puissantes dans les médias ».